# Кристал-милл
«Кристал-Милл» (англ. Crystal Mill; также «Олд-Милл» — англ. Old Mill) — деревянная гидрогенерирующая станция и водяная мельница, построенная в 1893 году на реке Кристал в округе Ганнисон, штат Колорадо, США.

## История
В 1880 году, в 0,2 мили от будущего расположения мельницы, близ месторождений серебра, свинца, меди, железа и цинка, старателями был основан город Кристал. Благодаря семи рабочим серебряным рудникам, к 1886 году население города, в котором располагались две редакции газет, две гостиницы, салоны, бильярдная, парикмахерская и мужской клуб, достигло 400 человек. В 1893 году сотрудники «Sheep Mountain Tunnel and Mining Company» Джордж С. Итон и Б. С. Филлипс построили мельницу в качестве генерирующей мощность станции для туннеля горы Шип, которая в том же году, в самый разгар серебряной паники, начала работу. 

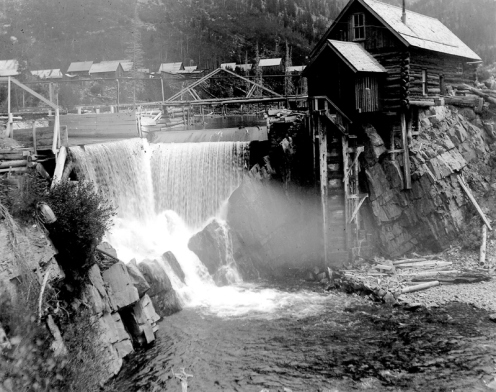
Работающая мельница, 1890-е годы.

Основой механизма мельницы являлось горизонтальное водяное колесо, от которого отходил приводной вал, идущий к зубчатому колесу, соединённому кожаным ремнём с компрессором, находящимся в передней части здания. Таким образом, мощность механически передавалась на компрессор. Компрессор сжимал воздух и подавал его по трёхдюймовой железной трубе через реку до основания горы Шип, и далее в туннель, протянувшийся более чем 1500 футов внутрь горы. Сжатый воздух не только служил для вентиляции шахты, обеспечивая шахтёров, находящихся на серебряном руднике внутри туннеля, но и обеспечивал энергией пневмоинструмент для сверления скважин в шахте, в которые закладывался динамит для подрыва породы. В задней части мельницы располагалась спальная комната для дежурного.
По мере того, как шахта начала выдавать качественную руду, поблизости была построена толчея для дробления породы. Она представляла собой три огромных скреплённых в единый блок бревна, который поднимался и сбрасывался на породу. Толчея также была соединена с водяной мельницей 12-дюймовым ремнём, приводившим толчею в движение. На Кристал-Милл никогда не использовались генераторы электрической мощности.
Постройка мельницы и деревянной плотины подняли уровень реки. В первое же весеннее половодье плотину смыло. Мельница была перестроена, но плотину смыло вновь. В итоге значительно выше по течению был построен водозабор, и вода по длинному деревянному жёлобу поступала к колесу.
Серебряная паника почти опустошила город, и к 1915 году там жило только восемь человек, а позднее Кристал вошёл в число городов-призраков. В 1917 году мельница прекратила работу из-за закрытия рудника. В 1934 году несколько добровольцев, с учетом рекомендаций инженера, установили внутри мельницы поддерживающие конструкции для удержания здания от опасности падения в реку. Мельница была спасена от разрушения историческими обществами Ганнисона и Аспена, претерпев реставрационные работы на гранты правительства в начале 1980-х годов, однако система плотин и напорная турбина не сохранились до наших дней.
5 июля 1985 года мельница под № 85001493 была внесена в Национальный реестр исторических мест.

## Название
Первоначально мельница была известна как «Шип-Маунтин-Туннель-Милл» (англ. Sheep Mountain Tunnel Mill), позднее название было сокращено до «Кристал-Милл» (англ. Crystal Mill), хотя в обществе распространены и другие имена, такие как «Олд-Милл» (англ. Old Mill), «Лост-Хорс-Милл» (англ. Lost Horse Mill) и «Деад-Хорс-Милл» (англ. Dead Horse Mill).

## Расположение
Мельница находится на каменном выступе, нависающим над водопадом реки Кристал, в 3,7 милях к юго-востоку от города Марбл в округе Ганнисон, на шоссе 82 между городами Гленвуд-Спрингс и Аспен, в штате Колорадо, США. Город Марбл известен тем, что на его каменоломнях добыли мрамор для строительства Белого дома, мемориала Линкольну и монумента Вашингтону.

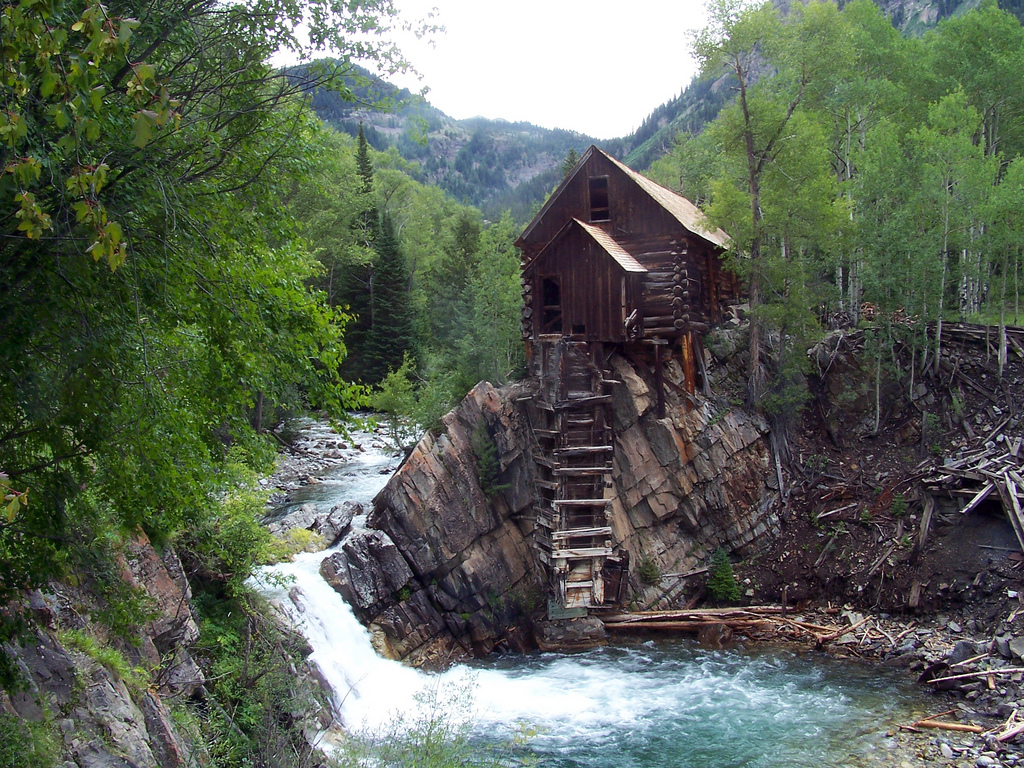
2010 год.
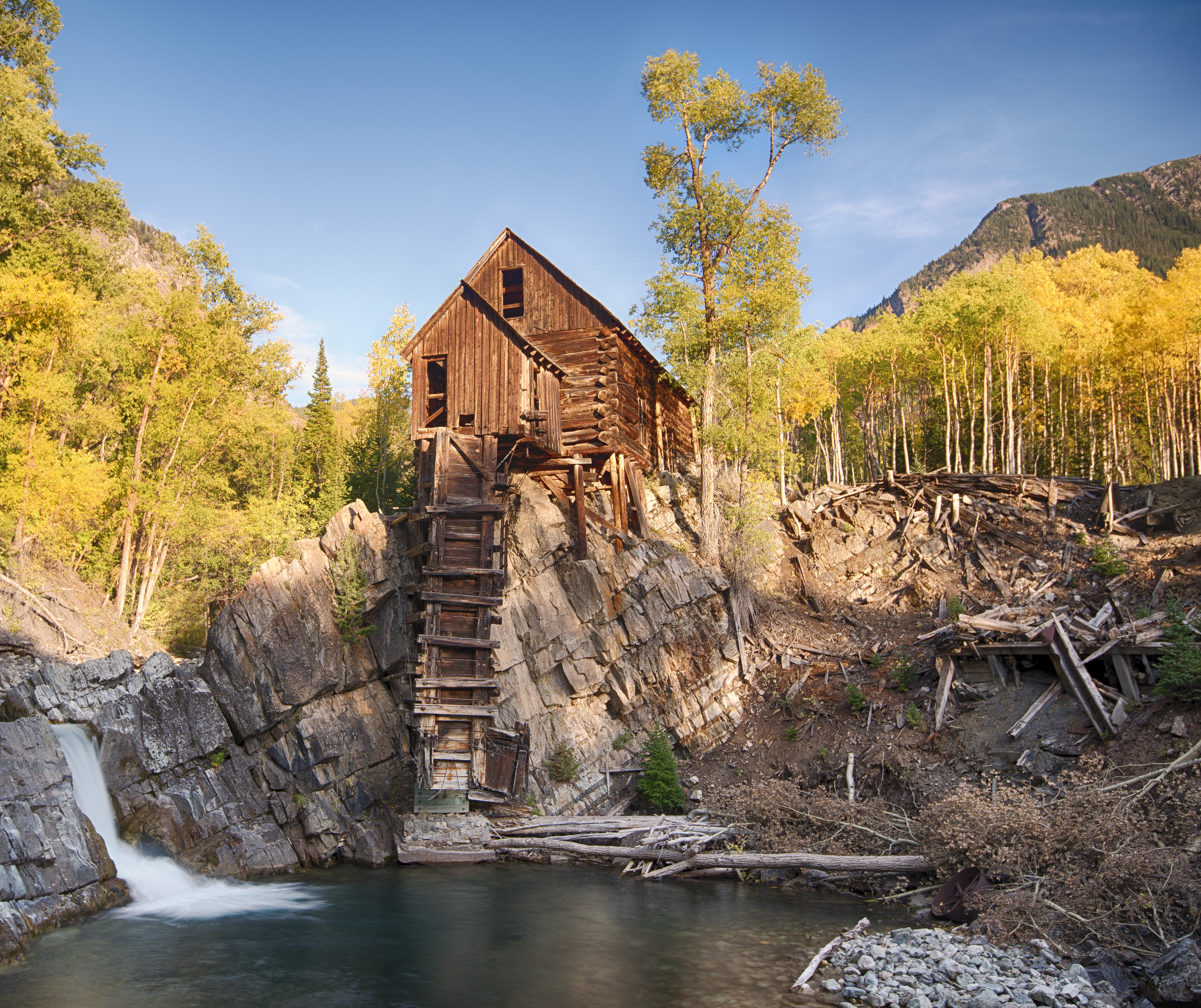
2012 год.
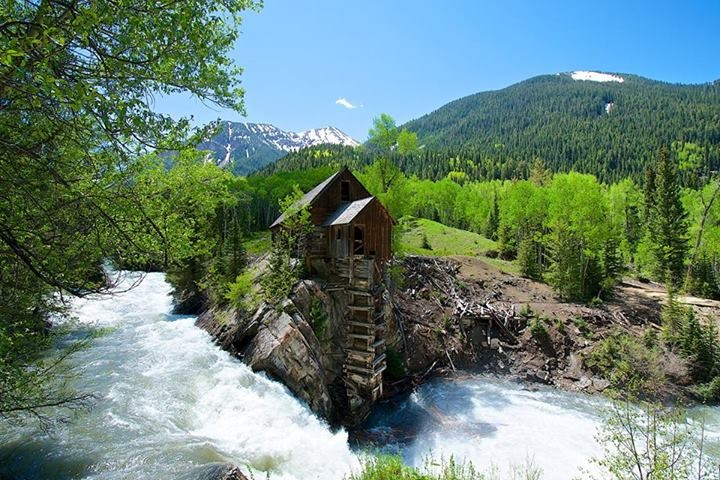
2014 год.

В настоящее время мельница является частной собственностью и закрыта для общественного посещения. Она является одной из самых живописных, известных и наиболее фотографируемых достопримечательностей в Колорадо. Место расположения мельницы является популярным туристическим маршрутом для походов пешком, на горных велосипедах и джипах, сплавах по реке на байдарках.